# Стобно (Каліський повіт)
Стобно (пол. Stobno) — село в Польщі, у гміні Ґодзеші-Великі Каліського повіту Великопольського воєводства.
Населення — 358 осіб (2011).
У 1975-1998 роках село належало до Каліського воєводства.

## Демографія
Демографічна структура станом на 31 березня 2011 року:
|          | Загалом | Допрацездатний вік | Працездатний вік | Постпрацездатний вік |
| -------- | ------- | ------------------ | ---------------- | -------------------- |
| Чоловіки | 183     | 37                 | 134              | 12                   |
| Жінки    | 175     | 24                 | 120              | 31                   |
| Разом    | 358     | 61                 | 254              | 43                   |